# Kubo Ice Cream
Kubo Ice Cream este o companie producătoare de înghețată din România, cu sediul în Piatra-Neamț.
Demarată ca o afacere de familie, Kubo Ice Cream, a achiziționat primele echipamente de producție în 1994.
În anul 2000, Kubo a achiziționat de la stat producătorul de conserve din legume și fructe Horticom din Piatra-Neamț, ceea ce i-a permis să demareze producția de înghețată cu adaos de dulceață de fructe.
Cele mai mari branduri ale companiei sunt Amicii și Obsession.
Acționarii companiei sunt Florin Rosescu, Vasile Mancas și Constantin Brau Ros.
Cifra de afaceri:
- 2007: 11 milioane euro[1]
- 2006: 8 milioane euro[1]